# TMD Friction
TMD Friction är ett tyskt företag som tillverkar bromsbelägg och andra friktionsprodukter, med huvudkontor i Leverkusen. TMD Friction är ett av de största företagen i sin bransch. Produktportföljen utgörs huvudsakligen av skiv- och trumbromsbelägg för personbilar, sportbilar och tunga fordon, under varumärkena Textar, Pagid, Mintex, Don och Cobreq. Produkter för spårfordon och industrin säljs under varumärket Cosid.
Koncernen som bildas av TMD Friction Holdings GmbH har produktion på 14 orter i nio länder på fyra kontinenter samt därutöver forskning och utveckling i Leverkusen, Troy, Michigan i USA och Indaituba i Brasilien. 2010 var omsättningen 637 miljoner euro och antalet anställda cirka 4800.
Under åren 2006-2009 genomförde TMD Friction ett omstruktureringsprogram, bl.a. till följd av den globala krisen i bilindustrin. I samband med detta avvecklades bland annat den produktion som bedrevs vid TMD Friction Sweden (f.d. Svenska Bromsbandsfabriken) i Långsele. 2009 övertogs ägandet av TMD Friction av företagsledningen och Pamplona Capital Management.
Sedan juli 2010 har tre företagsköp genomförts av TMD Friction: Eurofriction Limited i skotska Kilmarnock, tyska bt Bremsen Technik i Rosbach vor der Höhe och Cape Coral, USA, Dynotherm i Sydafrika.
26 september 2011 köptes TMD Friction av japanska Nisshinbo Holdings Inc.